# Маморница
Маморница (укр. Маморниця) — село в Острицкой сельской общине Черновицкого района Черновицкой области Украины.
До 2020 года входило в Герцаевский район.
Население по данным переписи 2001 года составляло 494 человека. Почтовый индекс — 60521. Телефонный код — 3740. Код КОАТУУ — 7320786205.

## Уроженцы села
- Сион, Георге (Gheorghe Sion; 1822—1892) — молдавский, позднее румынский поэт, драматург, переводчик и мемуарист; академик.